# Championnat d'Écosse de football 1999-2000
Navigation
Édition précédente Édition suivante
La 103e édition du championnat d'Écosse de football est remportée par le Rangers Football Club. C’est son 49e titre de champion, son deuxième titre consécutif. C’est aussi le 11e titre de champion en 12 ans. Les Rangers l’emportent avec 21 points d’avance sur le Celtic FC. C’est le plus grand écart enregistré dans le championnat écossais entre le premier et le deuxième. Le Heart of Midlothian complète le podium.
Le championnat n’en fini plus de changer de formule : il prépare pour la saison 2000-2001 un retour à 12 clubs. Aucun club n’est donc relégué à l’échelon inférieur. Les 10 clubs de la présente saison seront rejoints pour la saison 2000/2001 par Saint Mirren  et  Dunfermline Athletic.
Avec 25 buts marqués en 36 matchs,  Mark Viduka du Celtic Football Club remporte pour la première fois le titre de meilleur buteur du championnat.

## Les clubs de l'édition 1999-2000
| \| Aberdeen FC Glasgow · Celtic - Rangers Dundee United Édimbourg · Hibernian-Heart Motherwell FC Saint Johnstone Kilmarnock FC Dunfermline Athletic \| Localisation des clubs engagés dans le championnat. |
| Aberdeen FC Glasgow · Celtic - Rangers Dundee United Édimbourg · Hibernian-Heart Motherwell FC Saint Johnstone Kilmarnock FC Dunfermline Athletic                                                           |

| Club                              | Ville      |
| --------------------------------- | ---------- |
| Aberdeen Football Club            | Aberdeen   |
| Celtic Football Club              | Glasgow    |
| Dundee Football Club              | Dundee     |
| Dundee United Football Club       | Dundee     |
| Heart of Midlothian Football Club | Édimbourg  |
| Hibernian Football Club           | Leith      |
| Kilmarnock Football Club          | Kilmarnock |
| Motherwell Football Club          | Motherwell |
| Rangers Football Club             | Glasgow    |
| Saint Johnstone Football Club     | Perth      |

## Compétition

### Les moments forts de la saison
Comme la première division doit être étendue à 12 clubs, la dernière équipe doit affronter les deuxième et troisième de deuxième division dans un play-off de barrage. Toutefois, pour raison règlementaire, la non-homologation du stade de Falkirk FC et donc son incapacité à jouer dans l’élite, le club d’Aberdeen FC garde automatiquement sa place en première division. Dunfermline Athletic est lui directement promu en première division.

### Classement
Le classement est établi sur le barème de points classique (victoire à 3 points, match nul à 1, défaite à 0).
| Rang | Équipe              | Pts | J  | G  | N  | P  | Bp | Bc | Diff |
| ---- | ------------------- | --- | -- | -- | -- | -- | -- | -- | ---- |
| 1    | Rangers FC T        | 90  | 36 | 28 | 6  | 2  | 96 | 26 | +70  |
| 2    | Celtic FC           | 69  | 36 | 21 | 6  | 9  | 90 | 38 | +52  |
| 3    | Heart of Midlothian | 54  | 36 | 15 | 9  | 12 | 47 | 40 | +7   |
| 4    | Motherwell FC       | 52  | 36 | 14 | 10 | 12 | 49 | 63 | -14  |
| 5    | Saint Johnstone     | 42  | 36 | 10 | 12 | 14 | 36 | 44 | -8   |
| 6    | Hibernian FC P      | 41  | 36 | 10 | 11 | 15 | 49 | 61 | -12  |
| 7    | Dundee FC           | 41  | 36 | 12 | 5  | 19 | 45 | 64 | -19  |
| 8    | Dundee United       | 39  | 36 | 11 | 6  | 19 | 34 | 57 | -23  |
| 9    | Kilmarnock FC       | 37  | 36 | 8  | 13 | 15 | 38 | 52 | -14  |
| 10   | Aberdeen FC         | 33  | 36 | 9  | 6  | 21 | 44 | 83 | -39  |

| Légende : Qualifications et relégations | Légende : Qualifications et relégations                                        |
| --------------------------------------- | ------------------------------------------------------------------------------ |
|                                         | Ligue des champions 2000-2001                                                  |
|                                         | Coupe UEFA 2000-2001                                                           |
|                                         | Relégation en deuxième division                                                |
|                                         | T : Tenant du titre C : Vainqueurs de la Coupe d'Écosse de football P : Promus |

### Les matchs

#### Matches 1 à 18
Pendant les 18 premiers matchs chaque équipe rencontre toutes les autres une fois à domicile, une fois à l’extérieur. 
| Résultats (▼dom., ►ext.)                                   | ABE | CEL | DND | DNU | HRT  | HIB | KIL | MTH | RAN | SJT |
| Aberdeen FC                                                |     | 0-5 | 0-2 | 1-2 | 3-1  | 2-2 | 2-2 | 1-1 | 1-5 | 0-3 |
| Celtic FC                                                  | 7-0 |     | 6-2 | 4-1 | 4-0  | 4-0 | 5-1 | 0-1 | 1-1 | 3-0 |
| Dundee FC                                                  | 1-3 | 1-2 |     | 0-2 | 1-0  | 3-4 | 0-0 | 0-1 | 2-3 | 1-2 |
| Dundee United                                              | 3-1 | 2-1 | 2-1 |     | 0-2  | 3-1 | 0-0 | 0-2 | 0-4 | 1-0 |
| Heart of Midlothian                                        | 3-0 | 1-2 | 4-0 | 3-0 |      | 0-3 | 2-2 | 1-1 | 0-4 | 1-1 |
| Hibernian FC                                               | 2-0 | 0-2 | 5-2 | 3-2 | 1-1  |     | 0-3 | 2-2 | 0-1 | 0-1 |
| Kilmarnock FC                                              | 2-0 | 0-1 | 0-2 | 1-1 | 2-2  | 0-2 |     | 0-1 | 1-1 | 1-2 |
| Motherwell FC                                              | 5-6 | 3-2 | 0-2 | 2-2 | 02-1 | 2-2 | 0-4 |     | 1-5 | 1-0 |
| Rangers FC                                                 | 3-0 | 4-2 | 1-2 | 4-1 | 1-0  | 2-0 | 2-1 | 4-1 |     | 3-1 |
| Saint Johnstone                                            | 1-1 | 1-2 | 0-1 | 0-1 | 1-4  | 1-1 | 2-0 | 1-1 | 1-1 |     |
| - Victoire à domicile - Match nul - Victoire à l'extérieur |     |     |     |     |      |     |     |     |     |     |

#### Matches 19 à 36
Pendant les 18 derniers matchs chaque équipe rencontre toutes les autres une fois à domicile, une fois à l’extérieur. 
| Résultats (▼dom., ►ext.)                                   | ABE | CEL | DND | DNU | HRT | HIB | KIL | MTH | RAN | SJT |
| Aberdeen FC                                                |     | 0-6 | 0-1 | 3-1 | 1-2 | 4-0 | 5-1 | 2-1 | 1-1 | 2-1 |
| Celtic FC                                                  | 5-1 |     | 2-2 | 2-0 | 2-3 | 1-1 | 4-2 | 4-0 | 0-1 | 4-1 |
| Dundee FC                                                  | 0-2 | 0-3 |     | 3-0 | 0-0 | 1-0 | 1-2 | 4-1 | 1-7 | 1-1 |
| Dundee United                                              | 1-1 | 0-1 | 1-0 |     | 0-1 | 0-0 | 2-2 | 1-2 | 0-2 | 0-1 |
| Heart of Midlothian                                        | 3-0 | 1-0 | 2-0 | 1-2 |     | 2-1 | 0-0 | 0-0 | 1-2 | 0-0 |
| Hibernian FC                                               | 1-0 | 2-1 | 1-2 | 1-0 | 3-1 |     | 2-2 | 2-2 | 2-2 | 3-3 |
| Kilmarnock FC                                              | 1-0 | 1-1 | 2-2 | 1-0 | 0-1 | 1-0 |     | 0-2 | 0-2 | 3-2 |
| Motherwell FC                                              | 1-0 | 1-1 | 0-3 | 1-3 | 0-2 | 2-0 | 2-0 |     | 2-0 | 2-1 |
| Rangers FC                                                 | 5-0 | 4-0 | 3-0 | 3-0 | 1-0 | 5-2 | 1-0 | 6-2 |     | 0-0 |
| Saint Johnstone                                            | 2-1 | 0-0 | 2-1 | 2-0 | 0-1 | 1-0 | 0-0 | 1-1 | 0-2 |     |
| - Victoire à domicile - Match nul - Victoire à l'extérieur |     |     |     |     |     |     |     |     |     |     |

## Bilan de la saison
| Tableau d'honneur                |            |
| Compétition                      | Vainqueur  |
| Championnat d'Écosse de football | Rangers FC |
| Coupe d'Écosse de football       | Rangers FC |

| Promotions et relégations |                                   |
| Promus                    | Dunfermline Athletic Saint Mirren |
| Relégués                  | Aucun                             |

## Statistiques

### Affluences
Voici la liste des affluences moyennes obtenues dans les stades des différentes équipes disputant le championnat : 
| Equipe              | Moyenne de spectateurs |
| ------------------- | ---------------------- |
| Celtic FC           | 54 440                 |
| Rangers FC          | 48 116                 |
| Heart of Midlothian | 14 246                 |
| Aberdeen FC         | 12 813                 |
| Hibernian FC        | 11 870                 |
| Kilmarnock FC       | 9 419                  |
| Dundee United       | 8 186                  |
| Motherwell FC       | 7 297                  |
| Dundee FC           | 6 938                  |
| Saint Johnstone     | 6 117                  |

### Meilleur buteur
| Joueur       | buts | équipe     |
| ------------ | ---- | ---------- |
| Mark Viduka  | 25   | Celtic FC  |
| Jorg Albertz | 17   | Rangers FC |
| Rod Wallace  | 16   | Rangers FC |